# 230 î.Hr.

## Nașteri
- dată necunoscută: Lucius Cornelius Scipio Asiaticus  (d. 183 î.Hr.)

## Decese
- dată necunoscută: Aristarh din Samos  (n. 310 î.Hr.)